# Сатере-маве
Сатере́-маве́ (Andira, Arapium, Mabue, Maragua, Maué, Mawé, Sataré, Sateré-Mawé) — язык семьи тупи, на котором говорит народ маве, который проживает в более чем 14 деревнях в бассейнах рек Амазонка, Андира, Мауэс-Асу и Пара, а также между нижним течением рек Мадейра и Тапажос в Бразилии.